# Lions de Genève
Lions de Genève is een Zwitserse basketbalclub uit Le Grand-Saconnex in de buurt van Genève die uitkomt in de Swiss Basketball League.

## Geschiedenis
De club werd opgericht in 2010 als Les Lions de Genève uit de fusie van Geneva Devils en MGS Grand-Saconnex. De club liet in 2014 de Les uit de naam en werd de Lions de Genève.  De club won in 2013 en 2015 de landstitel en was in 2014, 2017 en 2021 de sterkste in de beker. In 2022 veranderde de club zijn officiële naam naar Lions de Genève powered by Grand-Saconnex maar ging wel verder met het verkorte Lions de Genève.

## Erelijst
- Landskampioen: 2013, 2015
- Zwitserse basketbalbeker: 2014, 2017, 2021
  - Finalist: 2016, 2019
- Coupe de la ligue: 2013, 2015, 2019, 2021

## Coaches
- 2010-2011:  Michel Perrin
- 2011-2012:  Nebojša Lazarević
- 2012-2016:  Ivan Rudež
- 2016-2017:  Jean-Marc Jaumin
- 2017-2019:  Vedran Bosnić
- 2019-2020:  Adnan Chuk
- 2020-2022:  Andrej Štimac
- 2022-0000:  Alain Attalah

## Bekende (oud-)spelers
| - Michel-Ofik Nzege - Eric Adams - Raijon Kelly - Thomas Massamba |